# Lekkoatletyka na Letnich Igrzyskach Olimpijskich 2016 – skok w dal kobiet
Skok w dal kobiet – jedna z konkurencji lekkoatletycznych rozgrywanych podczas igrzysk olimpijskich w Rio de Janeiro. Obrończynią tytułu mistrzowskiego z 2012 roku była Amerykanka Brittney Reese.

## Terminarz
Czas w Rio de Janeiro (UTC-3:00)
| Data                                             | Godzina     | Zawody             |
| ------------------------------------------------ | ----------- | ------------------ |
| Wtorek, 16 sierpnia 2016 Środa, 17 sierpnia 2016 | 21:05 21:15 | Kwalifikacje Finał |

## Rekordy
| Rekord świata             | Galina Czistiakowa   | 7,52 | Leningrad | 11 czerwca 1988  |
| Rekord olimpijski         | Jackie Joyner-Kersee | 7,40 | Seul      | 29 września 1988 |
| Liderka tabel sezonu 2016 | Brittney Reese       | 7,31 | Eugene    | 2 lipca 2016     |

### Eliminacje
Zawodniczki rywalizowały w dwóch grupach: A i B. Bezpośredni awans do finału dawał wynik 6,75.
| Poz. | Grupa | Zawodniczka         | Reprezentacja     | #1   | #2   | #3   | Rezultat | Uwagi |
| ---- | ----- | ------------------- | ----------------- | ---- | ---- | ---- | -------- | ----- |
| 1    | A     | Ivana Španović      | Serbia            | 6,87 | -    | -    | 6,87     | Q     |
| 2    | A     | Malaika Mihambo     | Niemcy            | 6,63 | 6,82 | -    | 6,82     | Q     |
| 3    | B     | Brittney Reese      | Stany Zjednoczone | 6,78 | -    | -    | 6,78     | Q     |
| 4    | B     | Ksenija Balta       | Estonia           | 6,13 | 6,71 | -    | 6,71     | q     |
| 5    | A     | Tianna Bartoletta   | Stany Zjednoczone | 6,44 | 6,70 | 6.61 | 6.70     | q     |
| 6    | B     | Ese Brume           | Nigeria           | 6,32 | 6,67 | 6,49 | 6,67     | q     |
| 7    | A     | Lorraine Ugen       | Wielka Brytania   | 6,44 | 6,58 | 6,65 | 6,65     | q     |
| 8    | A     | Darja Kliszyna      | Rosja             | 6,64 | x    | x    | 6,64     | q     |
| 9    | B     | Brooke Stratton     | Australia         | 6,40 | 6,46 | 6,56 | 6,56     | q     |
| 10   | A     | Maryna Bech         | Ukraina           | 6,49 | 6,47 | 6,55 | 6,55     | q     |
| 11   | A     | Sosthene Moguenara  | Niemcy            | 6,46 | x    | 6,55 | 6,55     | q     |
| 12   | B     | Jazmin Sawyers      | Wielka Brytania   | 6.49 | 6,36 | 6,53 | 6.53     | q     |
| 13   | B     | Janay DeLoach       | Stany Zjednoczone | 6,45 | 6,50 | 6,46 | 6.50     |       |
| 14   | A     | Karin Melis Mey     | Turcja            | 6,49 | 6,43 | 6,40 | 6,49     |       |
| 15   | B     | Jana Velďáková      | Słowacja          | 6,45 | 6,48 | 6,29 | 6,48     |       |
| 16   | A     | Bianca Stuart       | Bahamy            | 6,45 | 5,40 | 6,39 | 6,45     |       |
| 17   | A     | Chelsea Jaensch     | Australia         | 6,20 | 6,35 | 6,41 | 6,41     |       |
| 18   | A     | Alina Rotaru        | Rumunia           | 6,40 | x    | 6,38 | 6,40     |       |
| 19   | B     | Anna Kornuta        | Ukraina           | x    | 6,34 | 6,37 | 6,37     |       |
| 20   | A     | Christabel Nettey   | Kanada            | 6,05 | 6,32 | 6,37 | 6,37     |       |
| 21   | B     | Shara Proctor       | Wielka Brytania   | 6,36 | 6,34 | 6,30 | 6,36     |       |
| 22   | B     | Juliet Itoya        | Hiszpania         | 6,35 | x    | 5.69 | 6,35     |       |
| 23   | B     | Eliane Martins      | Brazylia          | 6,33 | 6,24 | 6,30 | 6,33     |       |
| 24   | A     | Concepción Montaner | Hiszpania         | 6,23 | 6,23 | 6,32 | 6,32     |       |
| 25   | A     | Wolha Sudarawa      | Białoruś          | 6,29 | x    | x    | 6,29     |       |
| 26   | B     | Maria Natalia Londa | Indonezja         | 6,21 | 6,29 | 6,29 | 6,29     |       |
| 27   | B     | Khaddi Sagnia       | Szwecja           | 6,04 | 6,25 | x    | 6,25     |       |
| 28   | B     | Marestella Sunang   | Filipiny          | 6,22 | 6,10 | 6,15 | 6,22     |       |
| 29   | A     | Yuliya Tarasova     | Uzbekistan        | x    | 6,10 | 6,16 | 6,16     |       |
| 30   | B     | Yvonne Trevino      | Meksyk            | x    | 6,16 | x    | 6,16     |       |
| 31   | A     | Anna Łuniowa        | Ukraina           | 6,12 | 6,15 | 6,14 | 6,15     |       |
| 32   | A     | Chaido Aleksuli     | Grecja            | 6,07 | x    | 6,13 | 6,13     |       |
| 33   | B     | Lynique Prinsloo    | Południowa Afryka | 5,96 | x    | 6,10 | 6,10     |       |
| 34   | B     | Alexandra Wester    | Niemcy            | 5,98 | x    | x    | 5,98     |       |
| 35   | A     | Amaliya Sharoyan    | Armenia           | 5,58 | x    | 5,95 | 5,95     |       |
| 36   | B     | María del Mar Jover | Hiszpania         | x    | 5,82 | 5,90 | 5,90     |       |
| 37   | B     | Konomi Kair         | Japonia           | x    | x    | 5,87 | 5,87     |       |
| 38   | A     | Keila Costa         | Brazylia          | 5,86 | 5,73 | 5,79 | 5,86     |       |

### Finał
| Poz. | Zawodniczka        | Reprezentacja     | 1    | 2    | 3    | 4    | 5    | 6    | Rezultat | Uwagi |
| ---- | ------------------ | ----------------- | ---- | ---- | ---- | ---- | ---- | ---- | -------- | ----- |
|      | Tianna Bartoletta  | Stany Zjednoczone | x    | 6,94 | 6,95 | 6,74 | 7,17 | 7,13 | 7,17     | PB    |
|      | Brittney Reese     | Stany Zjednoczone | x    | 6,79 | x    | x    | 7,09 | 7,15 | 7,15     |       |
|      | Ivana Španović     | Serbia            | 6,95 | x    | x    | 6,91 | 7,08 | 7,05 | 7,08     | NR    |
| 4    | Malaika Mihambo    | Niemcy            | 6,83 | x    | x    | 6,58 | 6,95 | 6,79 | 6,95     | PB    |
| 5    | Ese Brume          | Nigeria           | 6,73 | 6,34 | 6,71 | 5,96 | 6,81 | x    | 6,81     |       |
| 6    | Ksenija Balta      | Estonia           | 6,71 | x    | 6,79 | 6,71 | x    | 6,62 | 6,79     | SB    |
| 7    | Brooke Stratton    | Australia         | x    | 6,69 | 6,64 | 6,74 | 6,64 | 6,53 | 6,74     |       |
| 8    | Jazmin Sawyers     | Wielka Brytania   | 6,55 | 6,69 | 6,57 | 6,53 | x    | x    | 6,69     |       |
| 9    | Darja Kliszyna     | Rosja             | 6,63 | 6,60 | 6,53 | NQ   | NQ   | NQ   | 6,63     |       |
| 10   | Sosthene Moguenara | Niemcy            | 6,61 | x    | 6,46 | NQ   | NQ   | NQ   | 6,61     |       |
| 11   | Lorraine Ugen      | Wielka Brytania   | 6,56 | x    | 6,58 | NQ   | NQ   | NQ   | 6,58     |       |
| —    | Maryna Bech        | Ukraina           | –    | –    | –    | NQ   | NQ   | NQ   | DNF      |       |